# Sebastià Gasch i Carreras
Sebastià Gasch i Carreras   (Barcelona, 9 d'octubre de 1897 - Barcelona, 9 de desembre de 1980) fou un crític d'art català.

## Família
Sebastià Gasch fou sogre de Muriel Casals i consogre de Lluís Casals.

## Biografia
És considerat un dels crítics fonamentals de l'avantguarda catalana. Abandonà l'escola als setze anys i treballà en empreses comercials. Va ser bibliotecari del Cercle Artístic de Sant Lluc, on va conèixer i es feu amic de Joan Miró. Gasch fou una de les primeres persones a donar suport públicament i per escrit l'obra de Joan Miró. Posteriorment, també donà suport el grup barceloní d'Els Evolucionistes i el 1925 començà a publicar crítica d'art a la Gaseta de les Arts, a D'Ací i d'Allà i a L'Amic de les Arts, on va propagar les idees artístiques de Le Corbusier, Hans Arp i de l'avantguardisme francès.
El 1928 va signar amb Salvador Dalí i Lluís Montanyà i Angelet el Manifest Groc, i el 1929 publicà, amb Montanyà i Guillem Díaz-Plaja i Contestí, l'únic número de la revista Fulls Grocs, que desencadenà rèpliques violentes. Després deixà un temps la crítica d'art i col·laborà com a crític de music-hall a La Publicitat i Mirador, i com a crític de cinema a L'Opinió. Va mantenir correspondència amb Federico García Lorca.
Després de la guerra civil espanyola va viure a París fins al 20 d'octubre del 1942, quan va tornar a Barcelona i col·laborà a Destino des del 1946.
Destaquen també els seus treballs de crític, assagista i divulgador del món del circ. El 1962 va publicar una biografia de Josep Andreu, Charlie Rivel, pallasso català, en la sèrie de Biografies Populars.
El fons personal de Sebastià Gasch es conserva a la Biblioteca de Catalunya des de l'any 2016.

## Reconeixements
El FAD convoca en honor seu des del 1976 els Premis Sebastià Gasch d'Arts Parateatrals.
Els Jardins d'Interior d'Illa de Sebastià Gasch, inaugurats l'any 1994, i situats a Barcelona, a l'interior de la quadrícula delimitada per la Gran Via i els carrers Rocafort, Entença i Diputació, porten el seu nom.
El 1997 es va commemorar el centenari del naixement de Sebastià Gasch amb diverses exposicions.

## Obres
- La pintura catalana (1938)
- La dansa (1946)
- El circo y sus figuras (1946)
- L'expansió de l'art català al món (1953)
- París 1940 (1956)
- Barcelona de nit (1957)
- Charlie Rivel, pallasso català (1962)[10][6]
- Les nits de Barcelona (1969)
- El Molino. Memorias de un setentón (1972)
- París, 1940. Quaderns Crema (2001)
- Etapes d'una nova vida. Dietari d'un exili. Quaderns Crema (2002)